# Foulard, sois cap de dire non !

Foulard, sois cap de dire non ! est une pièce de théâtre française de Ghislaine Bizot, ayant pour thème la prévention contre les jeux dangereux et les conduites à risques, et réalisée entre 2007 et 2010 par la compagnie francilienne Andromède. Elle traite principalement du jeu du foulard et est interprétée par des comédiens adolescents : Maxime Couette, Maxime Huret, Antoine Huret, Adèle Bizot, Julien Huret, Mathilde Delabie et Clément Buffet, tous nés entre 1995 et 1992.
La pièce a été médiatisée par France Televisions en 2008.